# Цайцкофен
Цайцкофен (нем. Zaitzkofen) — населенный пункт в коммуне Ширлинг (Верхний Пфальц) (земля Бавария, Германия). Известен главным образом находящейся там семинарией Священнического братства св. Пия X.